# Layered Reality Productions
La Layered Reality Productions è un'etichetta discografica indipendente olandese fondata nel 2010 ad Amersfoort da Tom de Wit.

## Storia
L'etichetta nasce come organizzazione non a scopo di lucro per focalizzarsi sul mercato progressive metal, symphonic metal ed avant-garde metal. L'intento principale era quello di dare ai gruppi musicali la possibilità di dare massimo sfogo al loro potenziale senza alcuna limitazione o ostruzione creativa, ingaggiando artisti di svariati generi e promuovendo l'attività musicale sia di band alle prime armi, sia di nomi più conosciuti nel genere.

## Artisti
- Bioplan
- Dreamwalkers Inc
- Earupt
- Hillsphere
- IDEK.
- Soul Secret
- Transient State
- Unforeseen Motion
- Xpressive

## Artisti passati
- Dimaeon
- ReSolve
- Adela
- Insolitvs
- Mind:Soul
- Sense vs Sanity
- Sincerus